# Neoscleropogon durvillei
Neoscleropogon durvillei là một loài ruồi trong họ Asilidae. Neoscleropogon durvillei được Macquart miêu tả năm 1838.